# Tratado de 716
El tratado de 716 fue un acuerdo entre el Imperio búlgaro y el Imperio bizantino. Fue firmado por el hijo del kan Tervel, Kormesij y el emperador bizantino Teodosio III. Demostró  ser vital para el imperio, ya que la frontera europea estaba protegida. Además, debido a ello, los búlgaros ayudaron a los bizantinos en una batalla contra los árabes que terminó con una victoria decisiva de los aliados. Duró hasta 756, cuando se reanudaron las hostilidades.

## Antecedentes

Mapa del Imperio búlgaro después del Tratado de 716.

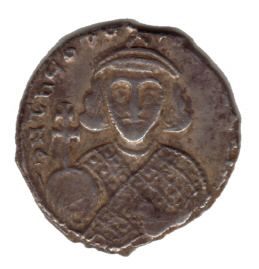
Moneda del emperador Teodosio III.

En 705, el depuesto emperador Justiniano II pidió la ayuda del kan Tervel para recuperar su trono que había sido tomado por Teodosio II. Los búlgaros enviaron un ejército de quince mil hombres y Justiniano entró en Constantinopla. Tervel fue recompensado con el título de César, una gran cantidad de oro, plata y seda, así como la región llamada Zagore al sur de la cordillera de los Balcanes. Sin embargo, cuando estabilizó su posición invadió Bulgaria en 708 y recuperó el territorio perdido, pero fue derrotado en la batalla de Anquialo y después fue ejecutado por sus rivales políticos. Las hostilidades continuaron hasta 716 cuando el tratado fue firmado por los dos Estados.

## Términos
Los términos del tratado fueron:
- El Imperio Bizantino reconocía las fronteras búlgaras incluyendo las tierras recién adquiridas de Zagore. En el tratado, fue declarada que la frontera entre los dos países iniciaba en Mileoni en Tracia. Sin embargo, Mileoni no puede identificarse claramente en el texto, pero permaneció como un término geográfico. Según Konstantin Jireček, Mileoni debería ser identificado con una de las cumbres de las colinas de Manastir al norte de la montaña Sakar. En el pico más alto (590 m) se encuentran las ruinas de una fortaleza típica de un puesto de avanzada bizantino y probablemente sirvió como punto de frontera.[5] El límite fue definido por una zanja (Erkesiya) conocida en la Edad Media como «gran zanja». Comenzaba desde los lagos alrededor del lago Mandrensko hasta el norte de las ruinas de Debelt y corría al oeste del río Maritsa con un perímetro de 131 km.
- El Imperio bizantino debía continuar pagando el tributo anual a Bulgaria. El tributo anual acordado en 679 entre Asparukh y Constantino IV y confirmado por Justiniano II fue reafirmado.
- Ambos países acordaron el intercambio de refugiados acusados de conspiración contra el gobernante legal. El término fue incitado por Teodosio III debido a que su autoridad no era estable y los búlgaros habían ayudado anteriormente a los rebeldes para tomar el trono imperial.[6]
- Las mercancías sólo podían ser importadas o exportadas cuando venían con un sello estatal. Los productos sin documentación debían ser confiscadas para las arcas del Estado. Los comerciantes búlgaros obtuvieron acceso oficial al mercado más grande de Europa en Constantinopla.

## Consecuencias
El tratado fue favorable a Bulgaria, pero resultó vital para el Imperio bizantino. Con base en el acuerdo los búlgaros enviaron un ejército para ayudar en el segundo asedio árabe de Constantinopla y derrotarlos en una batalla decisiva cerca de la ciudad. En 719 Tervel retiró su apoyo para el nombre del pretendiente al trono bizantino, Anastasio. El tratado duró hasta 756 cuando el kan búlgaro Kormisosh pidió tributo por las fortificaciones fronterizas recientemente construidas por los bizantinos y su petición fue denegada. Un largo período de guerra comenzó, y duró, con interrupciones, por más de un siglo. A pesar de los éxitos iniciales bizantinos en 792, 811 y 813 sufrieron aplastantes derrotas. Un año después de la batalla de Versinikia en 813 el kan Krum ofreció la restauración del tratado de 716. Sin embargo, su oferta fue rechazada debido al tercer punto del tratado, que trataba sobre el intercambio de refugiados políticos. Los bizantinos todavía tenían ilusiones de que podrían interferir con los asuntos internos de Bulgaria después de una serie de kanes débiles y su breves gobiernos sobre Bulgaria en la segunda mitad del siglo viii. Después de la muerte de Krum, un nuevo tratado de paz de treinta años fue firmado en 815 entre el nuevo kan, Omurtag y el emperador León V el Armenio.